# Charlie George
Frederick Charles "Charlie" George, född 10 oktober 1950 i London, engelsk fotbollsspelare.
Charlie George växte upp i närheten av Arsenals hemmaarena Highbury och brukade som ung grabb stå på läktaren och titta på favoritlaget, innan han själv började spela i klubben i maj 1966. Han gjorde A-lagsdebut i augusti 1969 och blev snabbt namnet på allas läppar. Han var en talang utöver det vanliga, en anfallare eller offensiv mittfältare med en enastående teknik. Han var dock frispråkig och sågs som något av en rebell, och han var kanske inte alltid bästa vän med Arsenaltränaren Bertie Mee. Detta bidrog till att George såldes till Derby County 1975. Innan dess hade han dock gjort flera viktiga mål för Arsenal. Det mest berömda är segermålet i förlängningen mot Liverpool i FA-cupfinalen 1971, då han drog till från 20 meter och firade målet genom att lägga sig raklång på gräsmattan. Målet innebar att Arsenal vann "Dubbeln" – seger i både ligan och FA-cupen.
För Arsenal gjorde George 49 mål på 179 matcher. Han spelade bara en landskamp för England, som ytter mot Irland i september 1976. Han hade ingen lyckad dag och blev utbytt efter 60 minuter.
Charlie George tillbringade tre år i Derby County, och gjorde bland annat fyra mål på två matcher mot Real Madrid i Europacupen. Trots detta förlorade Derby med sammanlagt 6–5. Han spelade sedan i Southampton och Nottingham Forest. Efter en period i Hongkong återvände han till England 1981 och spelade därefter ytterligare några matcher för Derby County.
Efter spelarkarriären öppnade Charlie George en pub utanför Portsmouth tillsammans med sin fru. 1988 skilde de sig och George började jobba i en bilverkstad, innan han blev arbetslös. Idag jobbar han som guide på Arsenals museum.